# Saturnino Ohure
Saturnino Ohure Hilangi, ou Saturnino Lohure (c. 1921 – 22 de janeiro de 1967) foi um padre católico romano e um político que desempenhou um papel importante no movimento inicial pela secessão do Sudão do Sul.
Saturnino Ohure era de origem lotuho; nasceu por volta de 1921 e foi batizado em Torit, atualmente no estado de Equatoria Oriental, em 1931. Ele estudou nos seminários de Okaru e Gulu, e em 21 de dezembro de 1946 foi ordenado padre em Gulu. Ele e um companheiro foram os primeiros lotukos a serem ordenados ao sacerdócio.
Em 1957, o padre Saturnino e Ezboni Mondiri Gwanza fundaram o Partido Federal do Sul  do Sudão (em inglês:  Southern Sudan Federal Party; SSFP), que derrotou os liberais e ganhou quarenta assentos nas eleições parlamentares de 1958, as primeiras após a independência em 1956. Saturnino concorreu com sucesso para o distrito eleitoral de Torit e se tornou um líder dos sulistas na Assembleia Constituinte. Quando o SSFP se pronunciou no parlamento para que o Norte considerasse a federação sudanesa, como prometido, o governo prendeu Mondiri e o partido desfez-se. Em seu lugar, o Padre Saturnino formou o Bloco do Sul, com 25 membros.
O governo militar dissolveu a assembleia em novembro de 1958. Em 1961, Saturnino fugiu para Uganda para evitar a prisão. Saturnino Ohure e Joseph Oduho se mudaram de Uganda para Kinshasa, Zaire, onde se juntaram a William Deng e fundaram a União Nacional dos Distritos Fechados Africanos do Sudão (SACDNU) em 1962. Saturnino foi morto por um soldado ugandense perto de Kitgum em 22 de janeiro de 1967. Em janeiro de 2009, seu corpo foi exumado de seu túmulo em Kitgum e transportado para Torit para novo enterro.